# Fiú 69 kg-os súlyemelés a 2010. évi nyári ifjúsági olimpiai játékokon
A 2010. évi nyári ifjúsági olimpiai játékokon a súlyemelés fiú 69 kg-os versenyszámát augusztus 17-én 14:30-kor rendezték meg a Toa Payoh Sports Hallban. A résztvevők legfeljebb 69 kg-os testtömeggel indulhattak.
A végeredménynél összeadódott az emelő legjobb szakítás és lökés eredménye. A versenyzőknek fogásnemenként három gyakorlat állt rendelkezésükre; az emelés eredménye a legnehezebb sikeresen felemelt súly volt.

## Eredmények
Az eredmények kilogrammban értendők.

### Végeredmény
| H     | Név                      | Nemzet                | Cs | Súly  | Szakítás | Szakítás | Szakítás | Szakítás | Lökés | Lökés | Lökés | Lökés | Össz. |
| H     | Név                      | Nemzet                | Cs | Súly  | 1        | 2        | 3        | E        | 1     | 2     | 3     | E     | Össz. |
| ----- | ------------------------ | --------------------- | -- | ----- | -------- | -------- | -------- | -------- | ----- | ----- | ----- | ----- | ----- |
| Arany | Nijat Rahimov            | Azerbajdzsán (AZE)    | A  | 68,76 | 125      | 130      | 134      | 134      | 154   | 161   | 166   | 161   | 295   |
| Ezüst | Gong Xingbin             | Kína (CHN)            | A  | 68,37 | 128      | 133      | 135      | 133      | 160   | 165   | 165   | 160   | 293   |
| Bronz | Ediel Marquez Ona        | Kuba (CUB)            | A  | 66,75 | 120      | 125      | 129      | 129      | 145   | 150   | 154   | 154   | 283   |
| 4.    | Ziyobitddin Kutbitddinov | Üzbegisztán (UZB)     | A  | 68,82 | 122      | 126      | 128      | 126      | 147   | 154   | 158   | 147   | 273   |
| 5.    | Tairat Bunsuk            | Thaiföld (THA)        | A  | 68,51 | 115      | 119      | 119      | 119      | 145   | 150   | 160   | 150   | 269   |
| 6.    | Housseyn Fardjallah      | Algéria (ALG)         | A  | 68,64 | 110      | 115      | 119      | 115      | 140   | 145   | 145   | 140   | 255   |
| 7.    | Mohsen Ghazalian         | Irán (IRI)            | A  | 66,08 | 110      | 115      | 118      | 118      | 135   | 135   | 140   | 135   | 253   |
| 8.    | Maraj Tubal              | Líbia (LBA)           | A  | 65,78 | 100      | 110      | 113      | 110      | 130   | 130   | 130   | 130   | 240   |
| 9.    | Joshua Milne             | Új-Zéland (NZL)       | A  | 68,50 | 83       | 89       | 91       | 91       | 110   | 117   | 117   | 110   | 201   |
| 10.   | Charlie Lolohea          | Fidzsi-szigetek (FIJ) | A  | 67,96 | 72       | 78       | 78       | 78       | 95    | 100   | 105   | 105   | 183   |
|       | Nico Muller              | Németország (GER)     | A  | 68,77 | 118      | 122      | 125      | 125      | 148   | 150   | 150   | —     | —     |

## Fordítás
Ez a szócikk részben vagy egészben  a   Weightlifting at the 2010 Summer Youth Olympics – Boys' 69 kg című angol Wikipédia-szócikk fordításán alapul.  Az eredeti cikk szerkesztőit annak laptörténete sorolja fel. Ez a jelzés csupán a megfogalmazás eredetét és a szerzői jogokat jelzi, nem szolgál a cikkben szereplő információk forrásmegjelöléseként.